# Dmitri Stukalov
Dmitri Stukalov (Leningrado, Unión Soviética, 2 de mayo de 1951) es un atleta soviético retirado especializado en la prueba de 400 m vallas, en la que consiguió ser subcampeón europeo en 1978.

## Carrera deportiva
En el Campeonato Europeo de Atletismo de 1971 ganó la medalla de bronce en los 400 m vallas, con un tiempo de 50.0 segundos, llegando a meta tras el francés Jean-Claude Nallet que con 49.2 s batió el récord de los campeonatos, y el alemán Christian Rudolph (plata con 49.3 s).
Varios años después, en el Campeonato Europeo de Atletismo de 1978 ganó la medalla de plata en la misma prueba, con un tiempo de 49.72 segundos, llegando a meta tras el alemán Harald Schmid que con 48.51 s batió el récord de los campeonatos, y por delante del también soviético Vasyl Arkhypenko (bronce con 49.77 s).